# Efecto dotación
El efecto dotación es la hipótesis por la cual las personas atribuyen más valor a las cosas únicamente por el hecho de poseerlas. Esta sobrevaloración del bien se debe a la aversión a la pérdida que siente la persona
Uno de los principales investigadores sobre este efecto es Richard Thaler, que la interpreta como evidencia contraria a la teoría económica estándar. Esta plantea que un bien tiene un valor único para un consumidor, independientemente de si es su propietario o no. 
El efecto se muestra típicamente de dos maneras. En un paradigma de valoración, las personas tenderán a pagar más para retener algo de su propiedad que para obtener algo que no les pertenece, incluso cuando no haya motivos para el apego, o incluso si el objeto se obtuvo hace solo unos minutos. En un paradigma de intercambio, las personas que reciben un bien son reacias a cambiarlo por otro bien de valor similar. En un experimento, por ejemplo, algunos participantes recibieron primero una barra de chocolate suizo y generalmente no estaban dispuestos a cambiarla después por una taza. Análogamente, otros participantes que recibieron primero la taza generalmente no estaban dispuestos a cambiarla por la barra de chocolate.
Además, Richard Thaler pudo encontrar en la teoría prospectiva uno de las razones fundamentales del efecto dotación: la aversión a la pérdida. Frente a la visión estándar de que la función de utilidad no depende de la posesión de un bien, la teoría prospectiva sugiere que la valoración de un bien depende del punto de referencia que tenga el consumidor, que a su vez puede depender de si éste posee o no el bien en ese momento. Si no posee dicho bien, el individuo considera el placer de conseguirlo; mientras que si lo posee, desprenderse de él supone una pérdida. Por tanto, el valor que recibe el bien por parte de su dueño es mayor al que le da el individuo que no lo posee, puesto que la respuesta de una pérdida es más intensa que la respuesta a la ganancia correspondiente. Por eso la labor de los intermediarios ayuda en una venta entre particulares, puesto que ofrecen una visión más objetiva del precio de las cosas. Pero se debe recalcar que el efecto dotación solo se produce cuando vendemos algo que tiene un cierto valor sentimental, es decir, es un bien de “uso”. Cuando un comerciante vende su mercancía, a la cual se la determina como un bien de “intercambio”, normalmente la percepción que tiene del valor del objeto que vende se acerca al precio real de mercado.[cita requerida]

## Ejemplos
Ejemplo 1: Un individuo tiene una entrada comprada al precio normal de 100 dólares para un concierto muy popular cuyas entradas se han agotado. Es un ferviente fan y habría estado dispuesto a pagar hasta 300 dólares por una entrada. Ahora que tiene su entrada, se entera por internet de que otros fanes que son más ricos que él y están desesperados le ofrecen 500 dólares. ¿La venderá? Es perfectamente posible que no: Venderla es una pérdida que puede valorarse por encima de los 500 dólares. La paradoja surge de que, como se indicó, el precio máximo de compra era de 300 dólares: Cuando se concebía como una ganancia y no una pérdida, su valor era menor.
Ejemplo 2: En un experimento de Jack Knetsch, se pidió a dos grupos de estudiantes rellenar un cuestionario, siendo recompensados con un obsequio que tuvieron delante mientras duró el experimento. En una sesión, el premio fue una estilográfica y en otra, una tableta de chocolate suizo. Al terminar la clase, el experimentador mostró el obsequio alternativo y permitió a todo el mundo intercambiar el suyo por el de otro. Solo un 10 por ciento de los participantes optaron por cambiar su obsequio. La mayoría de los que habían recibido la estilográfica se quedaron con ella y los que habían recibido el chocolate tampoco cedieron.
Ejemplo 3: Uno de los ejemplos más famosos del efecto de dotación en la literatura proviene de un estudio de Daniel Kahneman, Jack Knetsch y Richard Thaler, en el que los participantes recibieron una taza y luego se les ofreció la oportunidad de venderla o cambiarla por una alternativa igualmente valorada (plumas). Descubrieron que la cantidad que los participantes necesitaban como compensación por la taza una vez que se había establecido su propiedad de la taza ("disposición a aceptar") era aproximadamente el doble de la cantidad que estaban dispuestos a pagar para adquirir la taza ("disposición a pagar").
Ejemplo 4: Otros ejemplos del efecto de dotación incluyen el trabajo de Ziv Carmon y Dan Ariely, quienes encontraron que el precio de venta hipotético de los participantes para las cuatro entradas finales al torneo de la NCAA era 14 veces mayor que su precio de compra hipotético. Además, el trabajo de Hossain y List (Working Paper) discutido en The Economist en 2010, mostró que los trabajadores trabajaron más para mantener la propiedad de un bono otorgado provisionalmente que lo hicieron por un bono enmarcado como un potencial aún por ser ganancia otorgada. Además de estos ejemplos, se ha observado el efecto de dotación utilizando diferentes bienes en una amplia gama de poblaciones diferentes, incluidos niños,  grandes simios, y monos del nuevo mundo.
Para ejemplos adicionales, consultar la entrada sobre la teoría de las perspectivas.[cita requerida]